# Waldemar Santos
Waldemar de Moura Santos (Picos, 12 de setembro de 1914 – Teresina, 6 de novembro de 1986) é um farmacêutico e político brasileiro que foi senador pelo Piauí.

## Dados biográficos
Filho de Francisco de Sousa Santos e Balbina de Moura Santos. Graduado em Farmácia pela Universidade Federal do Ceará em 1930, elegeu-se suplente de senador via PSD na chapa de Raimundo de Arêa Leão em 1950, sendo efetivado em 1958 após a morte do titular. Candidato a um novo mandato via PTB em 1962, não obteve êxito. Além de dedicar-se à política e às atividades de farmacêutico, foi superintendente da Caixa Econômica Federal no Piauí por quatro anos a partir de 1960. Também atuou no beneficiamento da cera de carnaúba, do algodão e importação e exportação de peles de animais.
Irmão de João de Moura Santos, pai de Warton Santos e avô de Pablo Santos.